# سالمسون ۲
سالمسون ۲ (به انگلیسی: Salmson_2) یک هواگرد ملخ‌پیشین تک‌موتوره از نوع عملیات شناسایی هواپیمای دوباله ساخت شرکت Salmson است. هواگرد سالمسون ۲ نخستین پروازش را در ۱۹۱۷ میلادی انجام داد. در مجموع، تعداد ۳٬۲۰۰ فروند از این هواگرد ساخته شده‌است.